# پل محمد پاشا سوکولوویچ
پل محمد پاشا سوکولوویچ (ترکی استانبولی: Sokollu Mehmet Paşa Köprüsü) پلی تاریخی بر روی رود درینا در ویشه‌گراد، بوسنی و هرزگوین و از سال ۲۰۰۷ در فهرست میراث جهانی یونسکو ثبت است.
این پل ۱۷۹٫۵ متری در سال ۱۵۷۷ میلادی در دوران امپراتوری عثمانی به دستور صوقوللی محمد پاشا توسط معمار سنان ساخته شد.

## نگارخانه

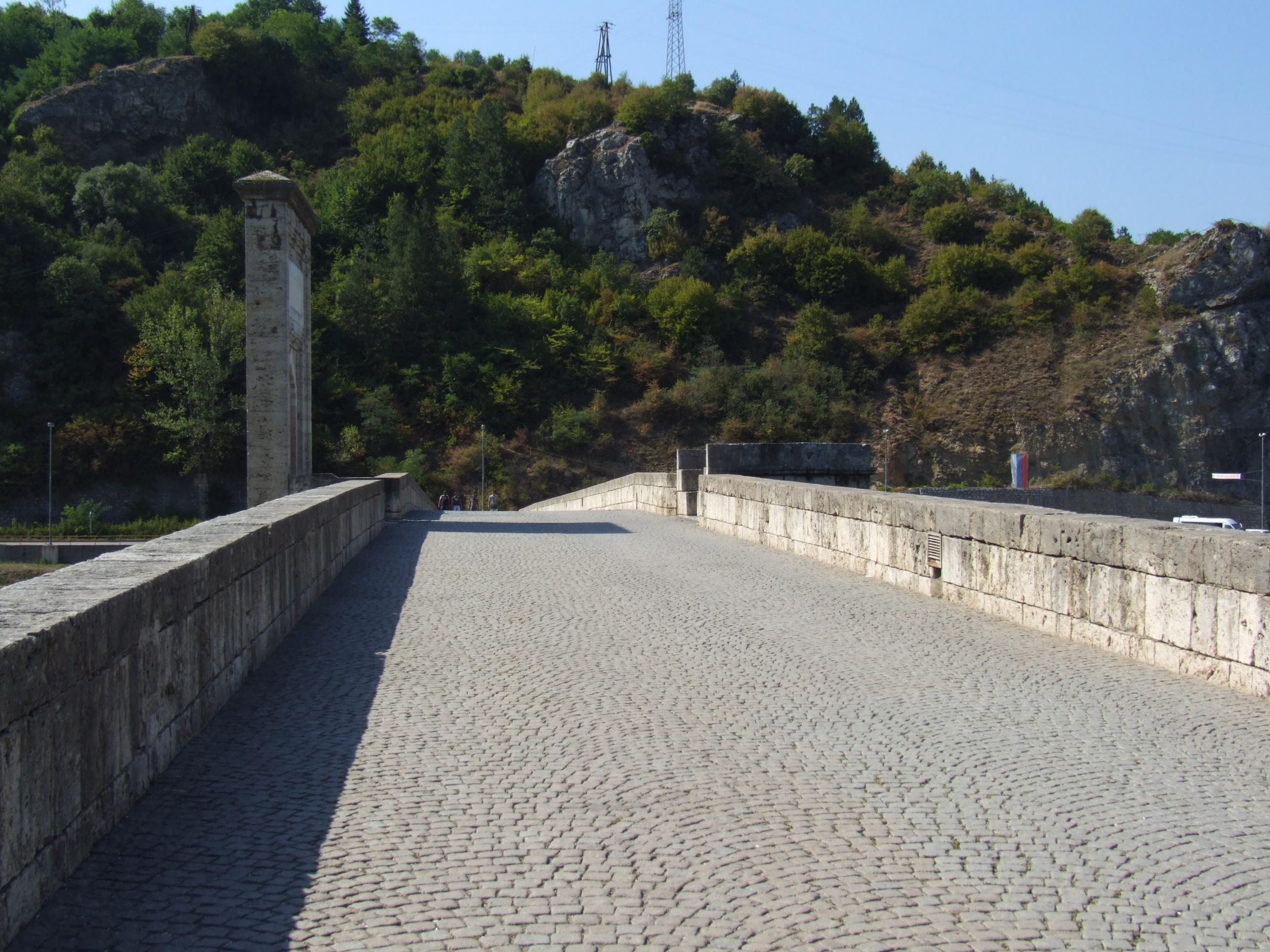
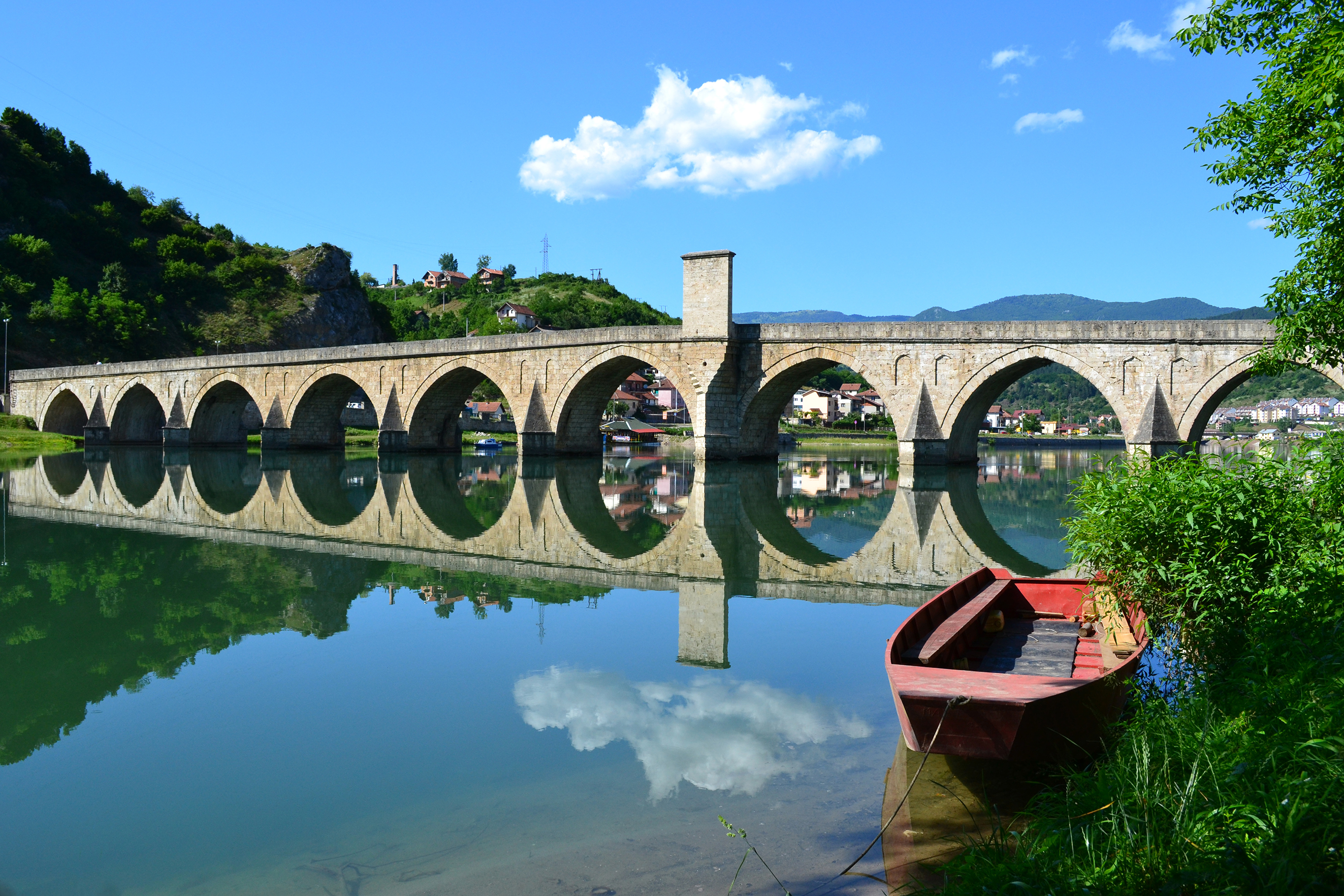
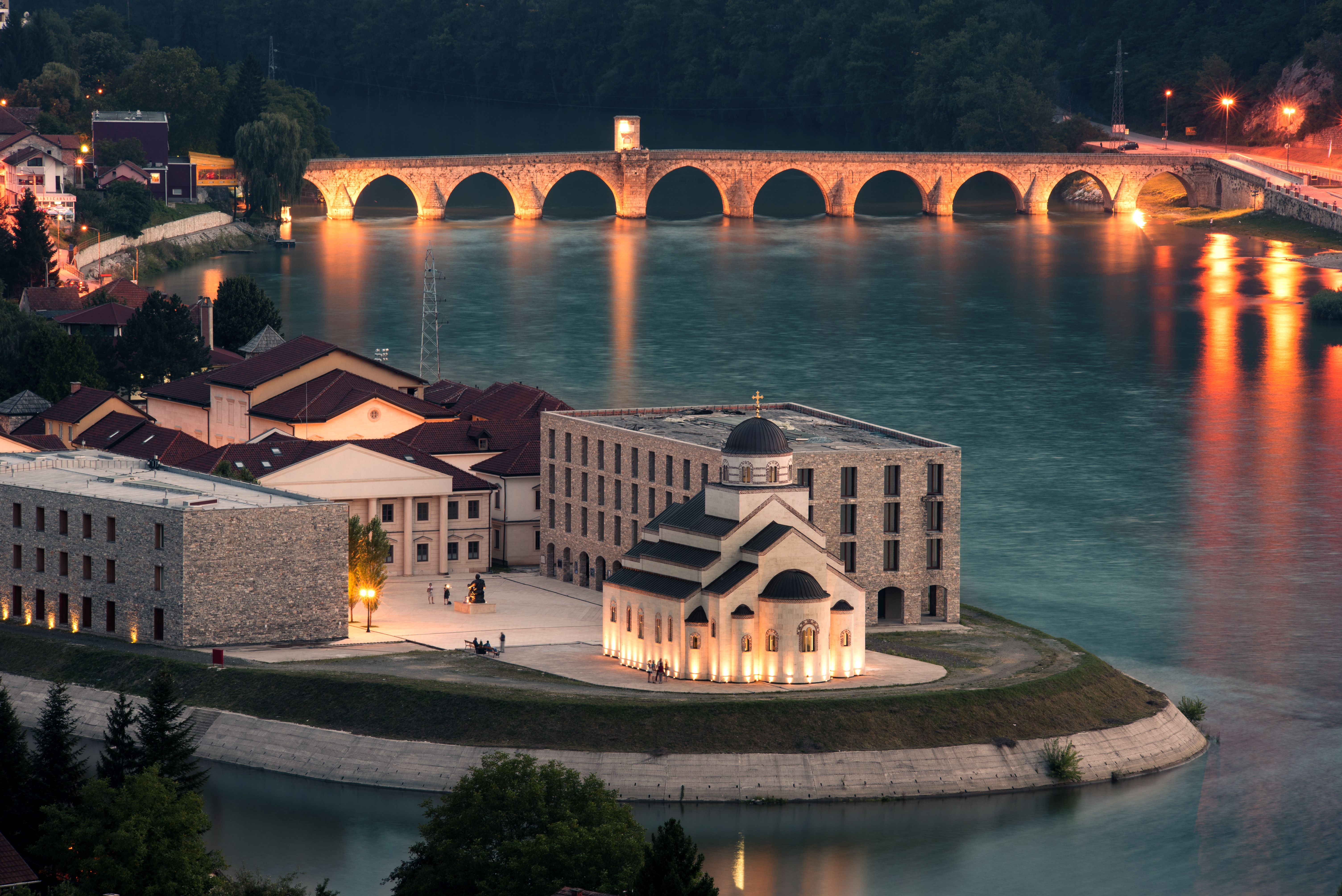
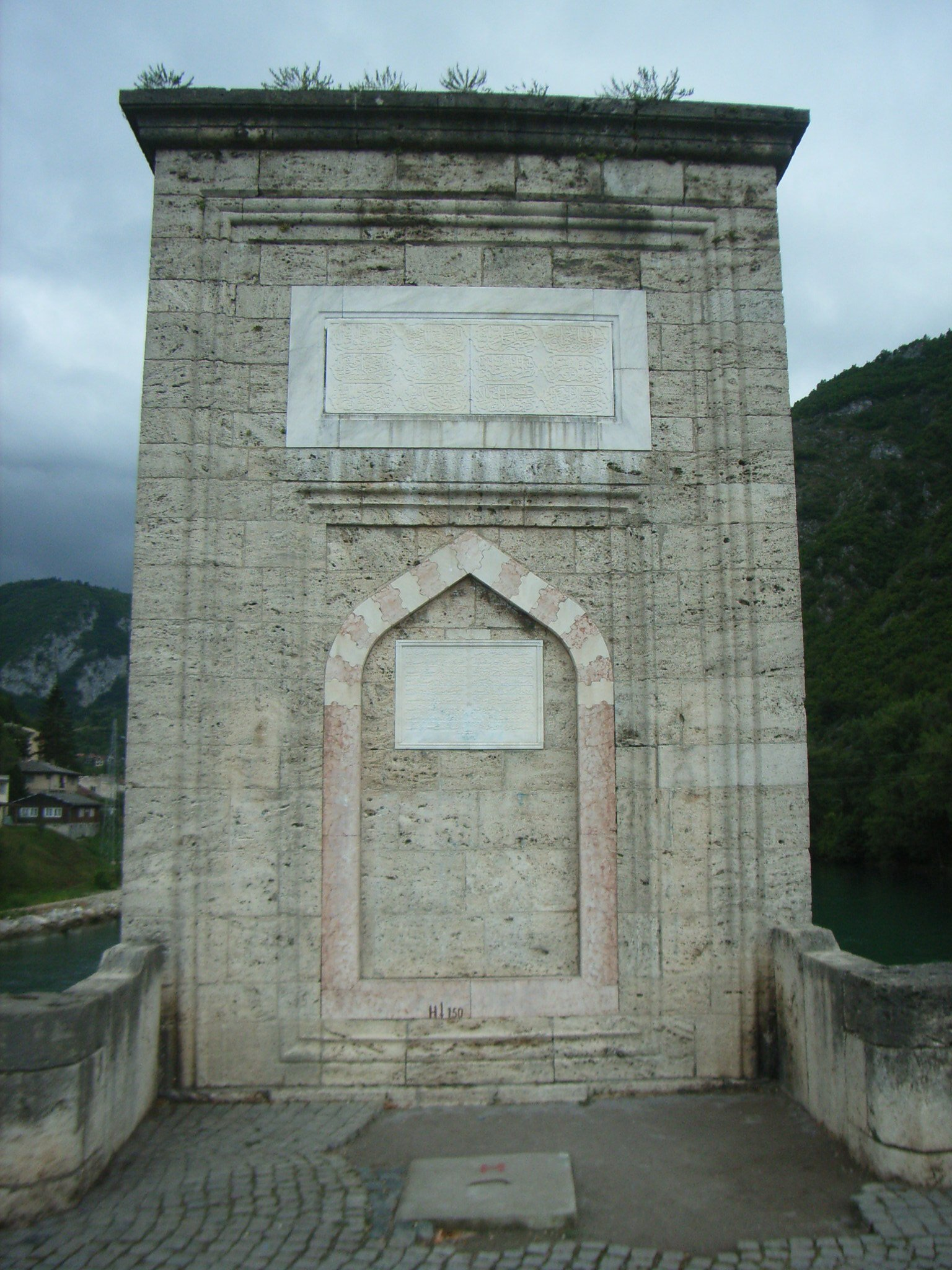
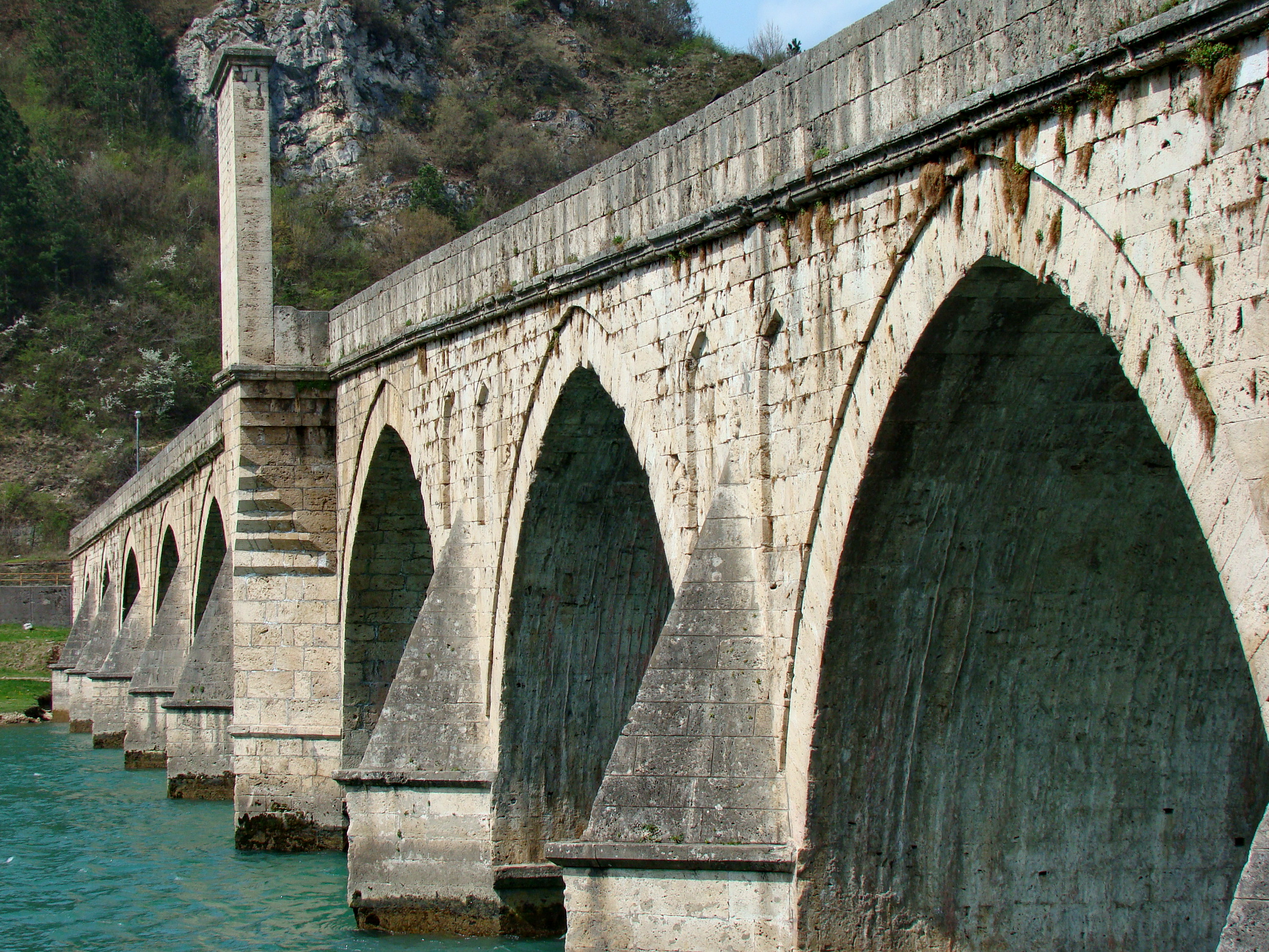